# ICAO空港コードの一覧/D
ICAOコードによる空港の一覧：A - B - C - D - E - F - G - H - I - J - K（KA - KG - KN） - L - M - N - O - P - Q - R - S - T - U - V - W - X - Y - Z
この一覧では次のような形式で列挙する。
- ICAOコード（IATAコード）– 空港名 – 空港の所在地

## DA - アルジェリア
カテゴリと一覧も参照
- DAAB (QLD) - ブリダ空港 - ブリダ
- DAAD (BUJ) - ブー・サアーダ空港 - ブー・サアーダ
- DAAE (BJA) - スーマム＝アバーヌ・ランダーヌ空港 - ベジャイア
- DAAG (ALG) - ウアリ・ブーメディアン空港 - アルジェ
- DAAJ (DJG) - ティスカ空港（英語版） - ジャーネット
- DAAK (QFD) - ブファリック空港 - ブファリック（英語版）
- DAAP (VVZ) - イリジ空港（英語版） - イリジ
- DAAS (QSF) - アイン・アルナト空港（英語版） - セティフ
- DAAT (TMR) - タマンラセット空港（英語版） - タマンラセット
- DAAV (GJL) - ジジェル・フェルア・アバ空港（英語版） - ジジェル
- DAAY (MZW) - シェイク・ブアママ空港（英語版） - メシェリア（英語版）
- DAAZ (QZN) - ルリザンヌ空港（英語版） - ルリザンヌ
- DABB (AAE) - ラバ・ビタ空港（英語版） - アンナバ
- DABC (CZL) - モアメ・ブディアフ国際空港（英語版） - コンスタンティーヌ
- DABP (SKI) - スキクダ空港（英語版） - スキクダ
- DABS (TEE) - テベッサ空港（英語版） - テベッサ
- DABT (BLJ) - バトナ空港（英語版） - バトナ
- DAFH (HRM) - アッシ・レメル空港（英語版） - アッシ・レメル（英語版）
- DAFI (QDJ) - ツレトシ空港（英語版） - ジェルファ
- DAOB (TID) - アブドアフィッド・ブスフ・ブー・シュキフ空港（英語版） - ティアレット
- DAOF (TIN) - ティンドゥフ空港（英語版） - ティンドゥフ
- DAOI (CFK) - シュレフ国際空港 - シュレフ
- DAOL (TAF) - オラン・タファラウイ空港（英語版） - オラン
- DAON (TLM) - セナタ＝メッサリ・エル・ハジュ空港（英語版） - トレムセン
- DAOO (ORN) - オラン・エス・セニア空港 - オラン
- DAOR (CBH) - ベシャール・ウアカダ空港（英語版） - ベシャール
- DAOS (BFW) - シディ・ベル・アッベス空港（英語版） - シディ・ベル・アッベス
- DAOV (MUW) - グリス空港（英語版） - グリス（英語版）
- DATG (INF) - イン・ゲザム空港（英語版） - イン・ゲザム
- DATM (BMW) - ボルジュ・モックタール空港（英語版） - ボルジュ・バジ・モウタール
- DAUA (AZR) - トゥア＝シュイック・シディ・モアメ・ベルクビール空港（英語版） - アドラール
- DAUB (BSK) - ビスクラ空港（英語版） - ビスクラ
- DAUE (ELG) - エル・ゴレア空港（英語版） - エル・メニア
- DAUG (GHA) - ヌメラ＝ムッフディ・ザカリア空港（英語版） - ガルダイア
- DAUH (HME) - ウエ・イララ＝クリム・ベルカサン空港（英語版） - ハシメサウド
- DAUI (INZ) - インサラー空港（英語版） - インサラー
- DAUK (TGR) - シディ・マディ空港（英語版） - トゥーグラ
- DAUL (LOO) - ラグアット空港（英語版） - ラグアット
- DAUO (ELU) - ゲマール空港（英語版） - ゲマール（英語版）
- DAUT (TMX) - ティミムン空港（英語版） - ティミムン
- DAUU (OGX) - アイン・エル・ベイダ空港（英語版） - ワルグラ
- DAUZ (IAM) - イナメナス空港（英語版） - イナメナス

## DB - ベナン
カテゴリと一覧も参照
- DBBB (COO) - カジェフォウン空港 (コトヌー空港) - コトヌー
- DBBC - カナ空港（英語版） - ボヒコン
- DBBD (DJA) - ジューグー空港 - ジューグー
- DBBK (KDC) - カンディ空港 - カンディ
- DBBN (NAE) - ブンデタングー空港（英語版） - ナティティングー
- DBBO - ポルガ空港（英語版） - ポルガ（英語版）
- DBBP (PKO) - パラクー空港 - パラクー
- DBBR - バンベレケ空港（英語版） - バンベレケ（英語版）
- DBBS (SVF) - サベー空港 - サベー

## DF - ブルキナファソ
カテゴリと一覧も参照
- DFCA (XKY) - カヤ空港（英語版） - カヤ
- DFCC (OUG) - ワヒグヤ空港 - ワヒグヤ
- DFCJ (XDJ) - ジボ空港（英語版） - ジボ（英語版）
- DFCL (XLU) - レオ空港（英語版） - レオ（英語版）
- DFCP (PUP) - ポ空港（英語版） - ポ（英語版）
- DFEA (XBO) - ブルサ空港（英語版） - ブルサ（英語版）
- DFEB (XBG) - ボガンデ空港（英語版） - ボガンデ
- DFED (DIP) - ディアパガ空港（英語版） - ディアパガ（英語版）
- DFEE (DOR) - ドリ空港（英語版） - ドリ
- DFEF (FNG) - ファダ・ングルマ空港（英語版） - ファダ・ングルマ
- DFEG (XGG) - ゴロム・ゴロム空港（英語版） - ゴロム・ゴロム（英語版）
- DFEL (XKA) - カンチャリ空港（英語版） - カンチャリ（英語版）
- DFEM (TMQ) - タンバオ空港（英語版） - タンバオ（英語版）
- DFEP (XPA) - パマ空港（英語版） - パマ（英語版）
- DFES (XSE) - セバ空港（英語版） - セバ（英語版）
- DFET (TEG) - タンコドゴ空港（英語版） - タンコドゴ
- DFEZ (XZA) - ザブレ空港（英語版） - ザブレ
- DFFD (OUA) - ワガドゥグー空港 - ワガドゥグー
- DFOB (BNR) - バンフォラ空港 - バンフォラ
- DFOD (DGU) - デドゥグ空港（英語版） - デドゥグ
- DFON (XNU) - ヌナ空港（英語版） - ヌナ（英語版）
- DFOO (BOY) - ボボ・ディウラッソ空港 - ボボ・ディウラッソ
- DFOT (TUQ) - トゥガン空港（英語版） - トゥガン（英語版）
- DFOU (XDE) - ディエブグ空港（英語版） - ディエブグ（英語版）
- DFOY (XAR) - アリビンダ空港（英語版） - アリビンダ

## DG - ガーナ
カテゴリと一覧も参照
- DGAA (ACC) - コトカ国際空港 - アクラ
- DGLE (TML) - タマレ空港 - タマレ
- DGLN - ナブロンゴ空港 - ナブロンゴ（英語版）
- DGLW - ワ空港 - ワ
- DGLY - イェンディ空港 - イェンディ（英語版）
- DGSI (KMS) - クマシ空港 - クマシ
- DGSN (NYI) - スンヤニ空港 - スンヤニ
- DGTK (TKD) - タコラディ空港 - セコンディ・タコラディ

## DI - コートジボワール
カテゴリと一覧も参照
- DIAO (ABO) - アボイッソ空港（英語版） - アボイッソ（英語版）
- DIAP (ABJ) - フェリックス・ウフェ＝ボワニ国際空港 - アビジャン
- DIAU (OGO) - アベンゴウロー空港（英語版） - アベンゴウロー
- DIBI (BXI) - ブンディアリ空港（英語版） - ブンディアリ（英語版）
- DIBK (BYK) - ブアケ空港 - ブアケ
- DIBN (BQO) - テヒニ空港（英語版） - ブナ（英語版）
- DIBU (BDK) - ソコ空港（英語版） - ボンドゥク
- DIDK (DIM) - ディンボクロ空港（英語版） - ディンボクロ
- DIDL (DJO) - ダロア空港 - ダロア
- DIDV (DIV) - ディヴォ空港（英語版） - ディヴォ
- DIFK (FEK) - フェルケセドゥーグー空港（英語版） - フェルケセドゥーグー
- DIGA (GGN) - ガニョア空港（英語版） - ガニョア
- DIGL (GGO) - ギーリョ空港（英語版） - ギーリョ
- DIKO (HGO) - コロゴ空港 - コロゴ
- DIMN (MJC) - マン空港 - マン
- DIOD (KEO) - オディエンヌ空港（英語版） - オディエンヌ
- DIOF (OFI) - オウアンゴ・フィティーニ空港（英語版） - オウアンゴ・フィティーニ
- DISG (SEO) - セゲラ空港（英語版） - セゲラ
- DISP (SPY) - サン＝ペドロ空港 - サン＝ペドロ
- DISS (ZSS) - ササンドラ空港（英語版） - ササンドラ（英語版）
- DITB (TXU) - タブー空港（英語版） - タブー（英語版）
- DITM (TOZ) - マハナ空港（英語版） - トゥーバ（英語版）
- DIYO (ASK) - ヤムスクロ空港 - ヤムスクロ

## DN - ナイジェリア
カテゴリと一覧も参照
- DNAA (ABV) - ンナムディ・アジキウェ国際空港 - アブジャ, FCT
- DNAK (AKR) - アクレ空港 - アクレ, オンド州
- DNAI (QUO) - アクワ・イボム空港 - ウヨ, アクワ・イボム州
- DNAS (ABB) - アサバ国際空港 - アサバ, デルタ州
- DNBE (BNI) - ベニン空港 - ベニンシティ, エド州
- DNBI - ビダ飛行場（英語版） - ビダ（英語版）, ナイジャ州
- DNCA (CBQ) - マーガレット・エクポ国際空港 - カラバル, クロスリバー州
- DNEN (ENU) - アカヌ・イビアム国際空港 - エヌグ, エヌグ州
- DNGU (QUS) - グサウ飛行場（英語版） - グサウ, ザムファラ州
- DNIB (IBA) - イバダン空港 - イバダン, オヨ州
- DNIL (ILR) - イロリン国際空港 - イロリン, クワラ州
- DNIM (QOW) - サム・ムバクウェ空港 - オウェリ, イモ州
- DNJO (JOS) - ヤクブ・ゴウォン空港 - ジョス, プラトー州
- DNKA (KAD) - カドゥナ空港 - カドゥナ, カドゥナ州
- DNKN (KAN) - マラム・アミヌ・カノ国際空港 - カノ, カノ州
- DNMA (MIU) - マイドゥグリ国際空港 - マイドゥグリ, ボルノ州
- DNMK (MDI) - マクルディ空軍基地（英語版） - マクルディ, ベヌエ州
- DNMM (LOS) - ムルタラ・モハンマド国際空港 - イケジャ, レゴス州
- DNMN (MXJ) - ミンナ空港 - ミンナ, ナイジャ州
- DNOS - オソグボ飛行場 - オショグボ, オスン州
- DNPO (PHC) - ポートハーコート国際空港 - ポートハーコート, リバーズ州
- DNSO (SKO) - サディク・アブバカール3世国際空港 - ソコト, ソコト州
- DNYO (YOL) - ヨラ空港 - ヨラ, アダマワ州
- DNZA (ZAR) - ザリア空港 - ザリア, カドゥナ州

## DR - ニジェール
カテゴリと一覧も参照
- DRRA - テサワ空港（英語版） - テサワ（英語版）
- DRRC - ドゴンドゥチ空港（英語版） - ドゴンドゥチ（英語版）
- DRRD - ドッソ空港 - ドッソ
- DRRE - テラ空港（英語版） - テラ（英語版）
- DRRG - ガヤ空港（英語版） - ガヤ
- DRRL - ティラベリ空港（英語版） - ティラベリ
- DRRM (MFQ) - マラディ空港 - マラディ
- DRRN (NIM) - ディオリ・アマニ国際空港 - ニアメ
- DRRP - ラ・タポア空港（英語版） - ラ・タポア（英語版）
- DRRT (THZ) - タウア空港 - タウア
- DRRU - ウアラム空港（英語版） - ウアラム（英語版）
- DRZA (AJY) - マノ・ダヤク国際空港 - アガデス南部
- DRZD - ディルク空港（英語版） - ディルク（英語版）
- DRZF - ディファ空港 - ディファ
- DRZG - グレー空港（英語版） - グレー（英語版）
- DRZI - イフェルアネ空港（英語版） - イフェルアネ（英語版）
- DRZL (RLT) - アーリット空港 - アーリット
- DRZM - マイネ・ソロア空港（英語版） - マイネ・ソロア（英語版）
- DRZR (ZND) - ザンデール空港 - ザンデール

## DT - チュニジア
カテゴリと一覧も参照
- DTKA (TBJ) - タバルカ＝アイン・ドラハム国際空港（英語版） - タバルカ（英語版）
- DTMB (MIR) - モナスティル＝ハビーブ・ブルギーバ国際空港（英語版） - モナスティル
- DTTA (TUN) - チュニス＝カルタゴ国際空港 - チュニス
- DTTB (OIZ) - ビゼルト＝シディ・アハメド空軍基地（英語版） - ビゼルト
- DTTF (GAF) - ガフサ＝カサール国際空港（英語版） - ガフサ
- DTTG (GAE) - ガベズ＝マトマタ国際空港（英語版） - ガベス
- DTTJ (DJE) - ジェルバ＝ザルジス国際空港 - ジェルバ島
- DTTX (SFA) - スファックス＝タイナ国際空港（英語版） - スファックス
- DTTZ (TOE) - トズール・ネフタ国際空港 - トズール
- DTNZ (NBE) - エンフィダ＝ハンマメット国際空港 - エンフィダ（英語版）

## DX - トーゴ
カテゴリと一覧も参照
- DXAK - アクパカ空港 - アタクパメ
- DXDP - ジャンゴー空港 - ダパング
- DXKP - コロコペ空港 - アニー（Anie）
- DXMG - サンサネ＝マンゴ空港 - サンサネ＝マンゴ（英語版）
- DXNG (LRL) - ニャムトゥーグー国際空港 - ニャムトゥーグー
- DXSK - ソコデ空港 - ソコデ
- DXXX (LFW) - ロメ空港 - ロメ